# خیزش گتوی ورشو
خیزش گتوی ورشو (لهستانی: powstanie w getcie warszawskim) شورشی بود که در آوریل و مه سال ۱۹۴۳ توسط جنبش مقاومت یهودیان در گتوی ورشو در جریان جنگ جهانی دوم و علیه آلمان نازی صورت گرفت. این شورش با تسلیم نشدن ساکنان گتو به سربازان بریگادفورر یورگن اشتروپ در ۱۹ آوریل شروع شد و در نهایت با سوزاندن و تخریب کامل گتو به‌دستور یورگن اشتروپ پایان یافت. ۱۳٬۰۰۰ یهودی در جریان سرکوب شورش کشته‌شدند. این بزرگ‌ترین شورش یهودیان علیه آلمان نازی در جنگ جهانی دوم بود.

## نگارخانه

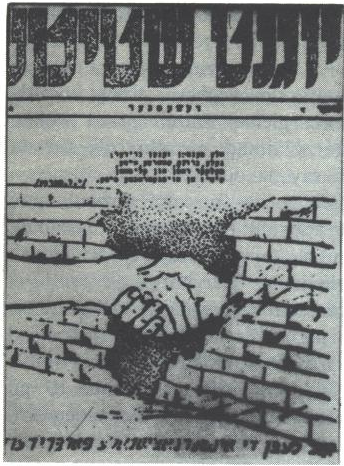
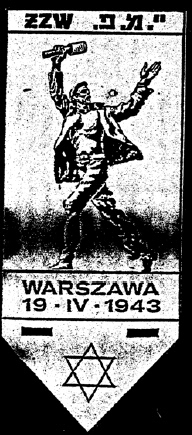
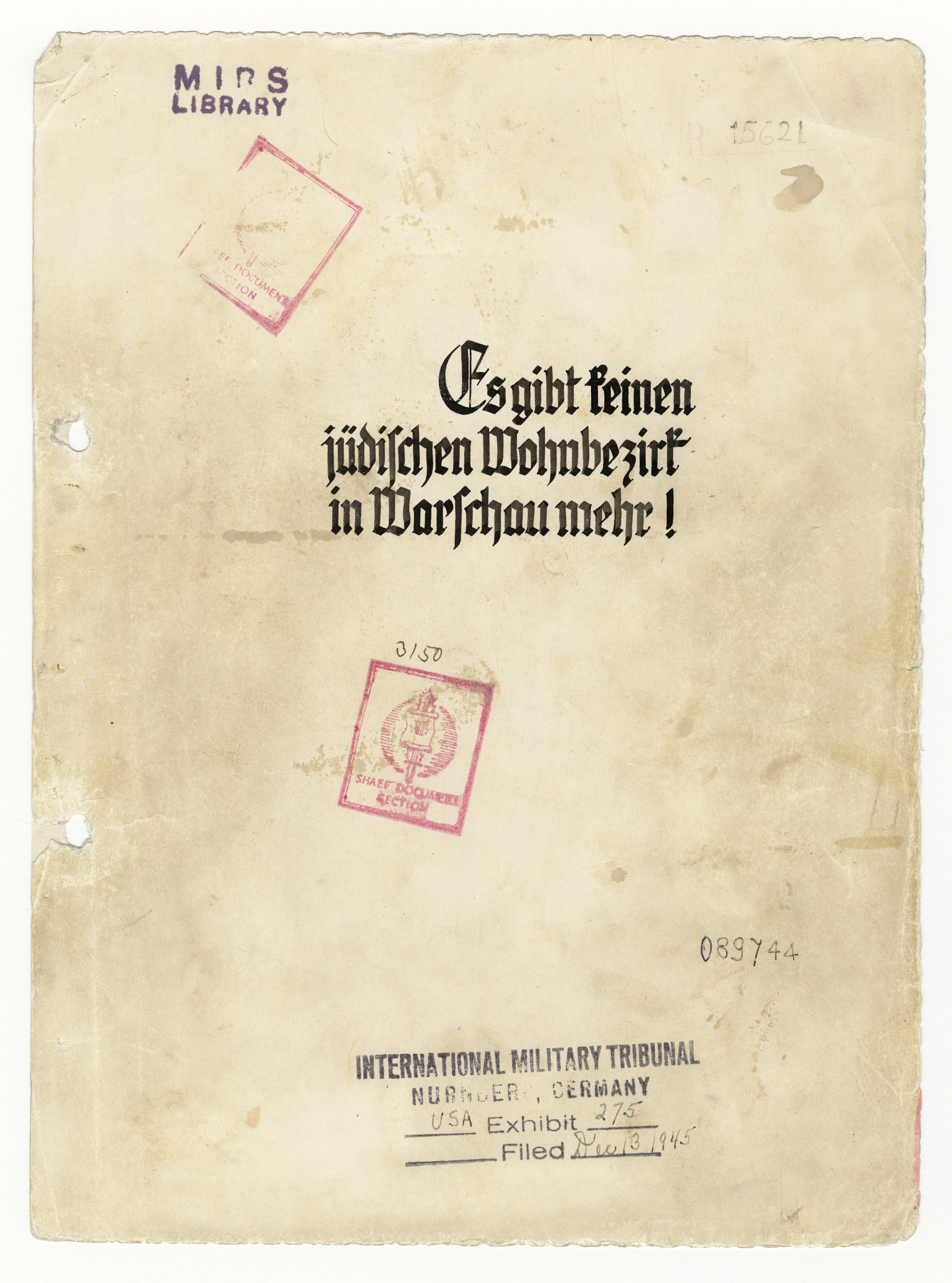
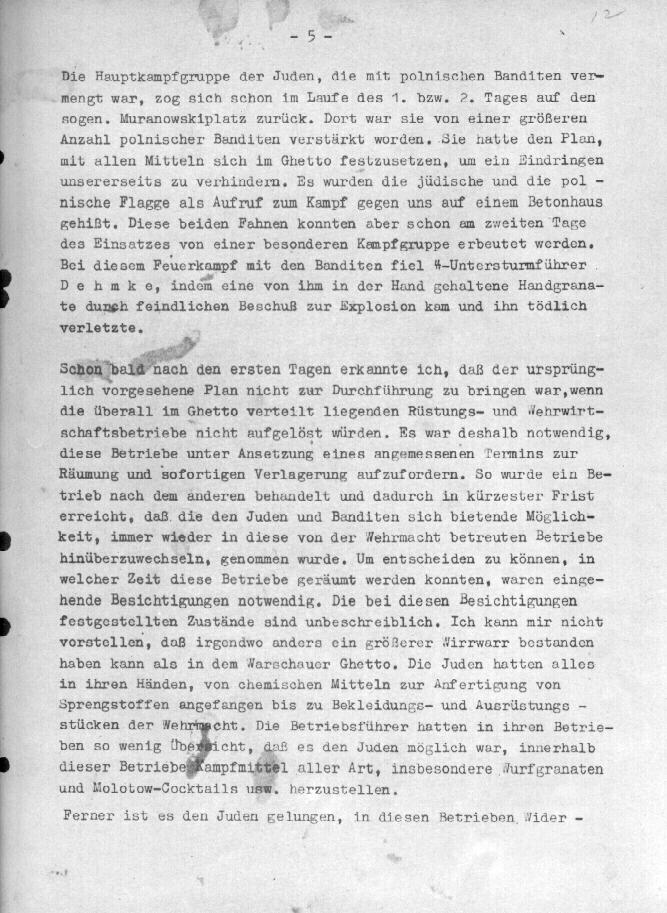
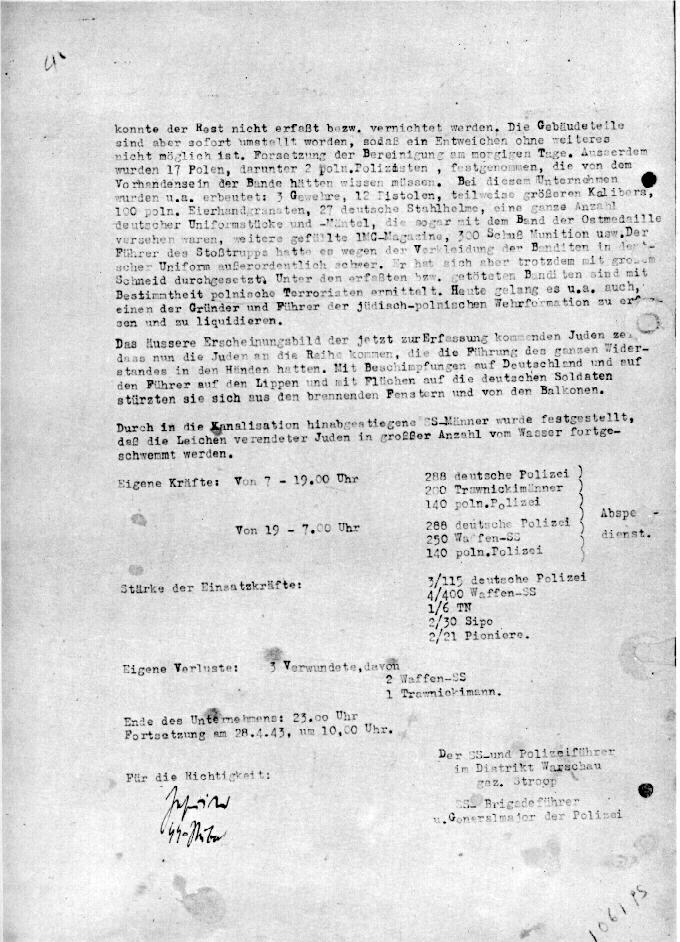